# مادلين أ. بيكنز
مادلين آن بيكينز سيدة أعمال و"فاعلة خير"، تعيش في الولايات المتحدة منذ عام 1969. وهي مطورة ومساهمة في نادي ديل مار الريفي في رانشو سانتا فيه، كاليفورنيا، ومالكة منتجع موستانج مونومنت: منتجع وايلد هورس البيئي بالقرب من ويلز، نيفادا، ومؤسسة منظمة "إنقاذ خيول موستانج الأمريكية". وهي أيضًا مالكة ومربية خيول سباق أصيلة. وهي أرملة رجل الأعمال الأمريكي ألين إي. بولسون، والزوجة السابقة للملياردير تي. بون بيكينز.

## خلفية
ولدت مادلين بيكينز باسم مادلين بيكر في 5 مارس 1947 في كركوك، المملكة العراقية حيث كان والدها، بيل بيكر، مسؤولاً تنفيذيًا في شركة نفط بريطانية. وكان أيضًا مصممًا لملاعب الجولف، حيث بنى ملعبًا للجولف في كركوك وقطع مضارب الجولف الخاصة به لتعليم مادلين البالغة من العمر خمس سنوات اللعب. بعد أن غادرت عائلتها العراق، نشأت بيكينز في فرنسا وإنجلترا، حيث صممت بيكر العديد من الملاعب. انتقلت بيكينز وشقيقتها التوأم كريستين، وكلاهما مواطنتان بريطانيتان، من إنجلترا إلى جزر الباهاما في عام 1965. في مرحلة ما، بدأت في استخدام اسم مادلين فارس.
عملت بيكينز عارضة للأزياء ومضيفة طيران في شركة بان أمريكان إيرلاينز في العشرينيات من عمرها. انتقلت إلى مارينا ديل راي، كاليفورنيا عام 1969 وبدأت عملها الخاص، حيث وفرت أطقم خدمات الضيافة للطائرات الخاصة ورحلات الطيران العارض الخاصة. في عام 1976، ظهرت في مقال بمجلة بلاك بيلت. تزوجت من روبرت ريتشر،  وأنجبت منه ابنة، دومينيك، عام 1980.
التقت بألين بولسون، مؤسس شركة غلف ستريم للطيران عام 1983، وتزوجته عام 1988. وفي عام 1993، اشتريا نادي ديل مار الريفي في رانشو سانتا في، كاليفورنيا، حيث استفادت من خلفيتها لتصميم وبناء ملعب الجولف. وعند وفاة بولسون عام 2000، تنازع هي وأطفاله من زيجاته السابقة على التركة حتى عام 2003، وفي ذلك الوقت مُنحت في التسوية، من بين أصول أخرى، أسهمًا في نادي الريف. وفي سبتمبر 2015، رفعت مصلحة الضرائب دعوى قضائية ضد المستفيدين من تركة بولسون، بما في ذلك بيكينز، بسبب ضرائب التركة غير المدفوعة. وفي 10 سبتمبر 2018، حكم القاضي بأن بيكينز غير مسؤول عن الضرائب.
في عام 2005، تزوجت من رجل النفط من تكساس، تي. بون بيكينز. وبعد زواجهما بفترة وجيزة، سافر الزوجان إلى نيو أورلينز لإنقاذ الحيوانات الأليفة التي تقطعت بها السبل أثناء إجلاء السكان من إعصار كاترينا، ونقلوها جوًا إلى كاليفورنيا وكولورادو على متن طائرة شحن مستأجرة. وانفصلا في أوائل عام 2013.
في عام 2007، دفع بيكينز 35 مليون دولار مقابل منزل على الشاطئ في ديل مار؛ في عام 2010، رفعت دعوى قضائية ضد المدينة لأمرها بتقليم النباتات التي كانت تعيق رؤية جيرانها. رعت بيكينز العديد من الفعاليات في نادي ديل مار الريفي لصالح المنظمات العسكرية. في يوليو 2016، ترأس بيكينز وجيني كريج ودوج مانشستر حملة لجمع التبرعات لصالح دونالد ترامب في نادي ديل مار الريفي في رانشو سانتا في.

## اهتمامات الخيول
يُقال إن بيكينز كانت فارسة طوال حياتها. طورت اهتمامًا بسباقات الخيول الأصيلة المسطحة ومع ألين بولسون، امتلكت العديد من خيول السباق، بما في ذلك سيجار الذي أُدخل إلى قاعة مشاهير سباقات الولايات المتحدة. استبدلت سيجار بزوجها ألين مقابل المهرة، إليزا، الفائزة بكأس المربيين للخيول الصغيرة عام 1992 والفائزة بجائزة إكليبس في ذلك العام كبطلة أمريكية لخيول العامين. وشملت خيول بيكينز الأخرى فرايز ، التي فازت بكأس المربيين للخيول العشبية عام 1992؛ يوكوهاما ، الفائزة بسباق بري فوي عام 1997 في مضمار سباق لونجشامب؛ و Rock Hard Ten، الفائز بسباق سانتا أنيتا هانديكاب لعام 2005. امتلك بيكينز وجيني كريج روك آند رول الذي فاز بسباق ديربي بنسلفانيا عام 1998 وشارك في سباق ديربي كنتاكي. كما شاركت بيكينز في سباقات Miss Dominique، التي سميت على اسم ابنتها.
بعد تسوية ملكية بولسون، لم تعد بيكينز تمتلك مقاوسين للسباق، على الرغم من أنها كانت لا تزال مالكة جزئيًا لـ Rock Hard Ten وعدد قليل من الأفراس. أعلنت في يونيو 2005 أنه عند زواجها من T. Boone Pickens، سيُقلل مشاركتها في السباقات. في الوقت نفسه، تبنت قضايا رعاية الخيول عندما اشترت Old Friends Equine Fraise والفائز المتعدد بالدرجة الأولى Ogygian من مالكيهما اليابانيين ودفعت 65000 دولار لإعادتهم إلى التقاعد في منشأة Old Friends في جورج تاون، كنتاكي. بعد حوالي عام من زواجهما، قاد الزوجان المعركة لإغلاق آخر مسلخ للخيول في الولايات المتحدة. أُغلِقَت المسالخ بسبب حظر الكونجرس للأموال اللازمة لدفع رواتب المفتشين في مشاريع قوانين المخصصات السنوية، لكن عائلة بيكينز عملت على إيجاد حل أكثر ديمومة من خلال الضغط على الكونجرس لإقرار قانون منع ذبح الخيول الأمريكية (AHSPA)، والذي أُقِرّ في مجلس النواب الأمريكي، ولكن ليس في مجلس الشيوخ (في عام 2015، دُمِجَ قانون AHSPA في قانون حماية صادرات الأغذية الأمريكية المقترح). وتقديرًا لجهودهم، حصلت مادلين وبون بيكينز في عام 2007 على جائزة Equine Advocates' Safe Home Equine Protection Award.
في صيف عام 2008، واجهت هيئة إدارة الأراضي (BLM) أزمة ميزانية في برنامجها للخيول التي تتجول بحرية بسبب تكلفة الحفاظ على 33000 حصان زائد (غير متبنى) أُسِر على الأراضي العامة في مرافق الاحتجاز. كانت الهيئة تدرس تنفيذ الخيارات التي قدمها الكونجرس في تعديلات قانون الخيول والحمير البرية والحمير الحرة لعام 1971، إما بقتل الخيول أو بيعها "دون قيود" لأي مشترٍ راغب. ونظرًا لأن "أي مشترٍ راغب" يشمل أولئك الذين سيرسلون الخيول للذبح في دول أجنبية، فقد أنشأت بيكينز "المؤسسة الوطنية للخيول البرية" لإنشاء محمية للخيول الزائدة. في 21 نوفمبر 2008، اختير بيكينز كشخصية الأسبوع من قبل ABC News بسبب إعلانها أنها ستتبنى وتحافظ على جميع الخيول البالغ عددها 33000 حصان في المحمية بأموال خاصة. ومع ذلك، ذكرت بعد ذلك بوقت قصير أن الركود الاقتصادي أجبر العديد من المتبرعين الذين كانت تأمل أن يساعدوها في تمويل المشروع على التراجع، وطلبت من مكتب إدارة الأراضي أن يدفع لها راتبًا سنويًا قدره 500 دولار أمريكي لكل حصان لرعايته. ردّ مكتب إدارة الأراضي بأنه من غير الممكن إبرام العقد الذي طلبته.
في يناير 2010، استأجرت بيكينز ثلاث مروحيات لمشاهدة وتصوير تجمع خيول تابع لحركة حياة السود مهمة، وفي إحدى المرات حلقت المروحيات فوق مسار طائرات مروحية أخرى تُستخدم لرعي الماشية، مما أدى إلى اتهامها بالتدخل في التجمع. وبعد عام، رُعيت مجسم بقيمة 500,000 دولار أمريكي لمهرجان "بطولة الورود"، وصوّر أمريكيًا أصليًا على حصان يراقب عدة خيول راكضة. في اليوم السابق للمجسم، أصدر التحالف الوطني للخيول القبلية بيانًا صحفيًا يعترض على المجسم لاستخدامه "رمزية الهنود الحمر في أمريكا الشمالية وخيولهم للترويج لأجندات تتعارض تمامًا مع موقف القبائل".
في عام 2010 أيضًا، اشترت بيكينز عقارًا في مقاطعة إلكو شمال شرق نيفادا؛ مزرعة سبروس رانش، التي تبلغ مساحتها 14000 فدان، في وادي جوشوت النائي، مقابل 2570000 دولار أمريكي. بعد ذلك بوقت قصير، اشترت مزرعة وارم كريك، التي تقع على بُعد حوالي ٢٥ ميلًا جنوب ويلز، نيفادا على الطريق السريع ٩٣، بجوار الحدود الشمالية الغربية لمزرعة سبروس ماونتن التابعة لمكتب إدارة الأراضي، والتي تبلغ مساحتها 508000 فدان. في مارس 2011، وجّه مكتب إدارة الأراضي دعواتٍ لبيكينز وآخرين ممن يرغبون في توفير أراضٍ لتربية الخيول لصالحه في "المحميات البيئية" لتقديم مقترحات للتقييم. قدمت منظمة إنقاذ خيول أمريكا البرية، التي كانت تُسمى سابقًا مؤسسة الخيول البرية الوطنية التي نقل إليها بيكينز ملكية مزرعة سبروس، اقتراحًا للحفاظ على الخيول، ووافق مكتب إدارة الأراضي على تقييمه في أبريل 2012. في أغسطس 2012، نشر مكتب إدارة الأراضي الاقتراح في السجل الفيدرالي ولكن في يونيو 2014 توقف التقييم بعد أن وجد نطاق البحث مشكلات لم تُحَلّ بعد. وعلى الرغم من أنها اشترت عدة مئات من الخيول المعرضة لخطر الذبح وتحتفظ بها على الأراضي الخاصة للمزارع، في عام 2014، قامت منظمة إنقاذ خيول أمريكا البرية بتأجير تصريح رعي مزرعة سبروس إلى جمعية سبروس للرعي التي ترعى الأبقار بدلاً من ذلك. في 21 ديسمبر 2017، أعلن مكتب إدارة الأراضي أنه سيجمع الخيول في منطقة مزرعة سبروس. في 25 أغسطس 2018، أعلن مكتب إدارة الأراضي عن تجمع طارئ لـ 300 حصان في بون سبرينج داخل المخصصات.

## منتجع موستانغ مونيمنت البيئي للأحصنة البرية
في البداية ، كان من المقرر أن يستخدم مقر Warm Creek Ranch كـ "قاعدة العمليات" للبيئة. ومع ذلك، في 11 سبتمبر 2012 ، أشارت بيكنز إلى خطط منتجع فاخر يسمى منتجع موستانغ مونيمنت البيئي للأحصنة البرية.

## سياسة
منذ عام 2010، تبرعت بيكينز على نطاق واسع للحملات السياسية الجمهورية، بما في ذلك الحملة الرئاسية لدونالد ترامب والعديد من الأحزاب الجمهورية في الولايات.

## روابط خارجية
صفحة "إنقاذ خيول موستانج الأمريكية" على موقع نصب موستانج التذكاري